# Lord of the Lost

Ehemaliges Bandlogo

Lord of the Lost (englisch für „Herr der Verlorenen“, kurz LOTL) ist eine deutsche Dark-Rock-Band aus Hamburg um den Sänger und Frontmann Chris Harms.

## Geschichte
Lord of the Lost wurde Mitte 2009 von Chris Harms gegründet. Harms war zuvor bereits von 1999 bis 2004 als Sänger und Gitarrist der Rockband Philiae aktiv und ab 2004 als Gitarrist und zweiter Sänger bei der Glam-Metal-Band The Pleasures sowie als Musiker bei verschiedenen Projekten wie Big Boy oder UnterART. Ursprünglich wurde es nur Lord genannt, doch stießen rasch befreundete Musiker hinzu und aus dem geplanten Soloprojekt entwickelte sich eine Band. Um eventuelle Namensstreitigkeiten mit Lordi und The Lords zu vermeiden, benannte sich die Band in Lord of the Lost um. Nachdem vorab bereits eine Single des Songs Dry the Rain veröffentlicht worden war, erschien im Frühjahr 2010 das Debütalbum Fears beim Independent-Label Out of Line. Während der Aufnahmen für das zweite Album ging Lord of the Lost im Jahr 2010 auf ausgedehnte Tour, die auch ins Ausland führte, und gastierte auf verschiedenen Festivals wie dem Wave-Gotik-Treffen, dem Wacken Open Air oder dem M’era Luna Festival.
Im Frühjahr 2011 erschien unter dem Titel Sex on Legs die erste Single des zweiten Albums Antagony, das kurz darauf veröffentlicht wurde. Zudem unterstützte die Band Mono Inc. auf deren ersten Teil der Viva Hades Tour als Vorgruppe. Im Sommer 2012 erschien das dritte Album Die Tomorrow. Schon kurz vor der Veröffentlichung begann die Band die Arbeiten am vierten Album. Im Oktober spielten Lord of the Lost im Vorprogramm von Letzte Instanz auf ihrer Ewig-Tour. Im Frühjahr 2013 fand die Co-Headliner-Tour Darkness Kills (zusammen mit Unzucht) statt, im September folgte die We Are the Lost-Tour gemeinsam mit Lost Area. Im Oktober 2013 trat Lord of the Lost beim Gothic Meets Klassik im Leipziger Gewandhaus mit der Filharmonia Zielonogórska auf. Im Februar 2014 trennte sich die Band von ihrem Schlagzeuger Christian Schellhorn, seinen Platz übernahm Tobias Mertens. Im März 2014 ging die Band auf ihre erste Tour durch die Vereinigten Staaten, die sie zuvor durch Crowdfunding finanziert hatte. Innerhalb von zwei Monaten brachten Fans und Sponsoren 12.775 US-Dollar auf, das zuvor gesteckte Ziel von 10.000 US-Dollar wurde übertroffen.
Im März 2015 veröffentlichten Lord of the Lost mit Swan Songs ein reines Akustikalbum, das auf Platz 34 der deutschen Albumcharts einstieg. Die Livepremiere fand auf dem Out of Line Weekender in Berlin im selben Monat statt. 2015 veröffentlichten Lord of the Lost die EP Full Metal Whore. Die Tour zum Album stand unter dem Motto Make Love Make War mit den Supportbands Darkhaus, Eyes Shut Tight, Vlad in Tears und Erdling. Im Dezember 2015 kam A Night to Remember – Live Acoustic in Hamburg, die DVD samt Live-CD zur Akustiktour im Frühjahr, heraus.
Die erste Single The Love of God zum Album Empyrean wurde im Mai 2016 veröffentlicht. Darauf folgte die erste große Europatour Make Europe Great Again (M.E.G.A.) der Band, gemeinsam mit Combichrist, Filter und (bei den deutschen Konzerten) Rabia Sorda. Empyrean wurde Ende Juli 2016 veröffentlicht und ist nach Antagony das zweite Konzeptalbum. Es folgten diverse Festivalauftritte wie das Castle Rock 17 in Mülheim an der Ruhr, wo die Band ihre Open-Air-Premiere als The Lord of the Lost Ensemble im akustisch-klassischen Gewand hatte, unterstützt von klassischen Musikern und dem Schlagzeuger Christian „Disco“ Schellhorn. Im Dezember 2016 erklärte Gitarrist Bo Six aus beruflichen und privaten Gründen seinen Abschied von der Band. Anfang Januar 2017 präsentierte die Band mit π (Pi) ihren neuen Gitarristen.
Mertens verkündete im Juli 2017 aus privaten und beruflichen Gründen eine Auszeit bei Lord of the Lost. Seitdem vertrat ihn Niklas Kahl bei Liveauftritten. Weihnachten 2017 wurde der Besetzungswechsel ganz vollzogen und Kahl als fester neuer Schlagzeuger präsentiert. Im März 2020 erschien eine ZDF-Dokumentation, die die Band und den Seniorenchor „Heaven Can Wait“ aus Hamburg bei der Aufnahme von einem gemeinsamen Lied begleitet haben. Nachdem der Iron-Maiden-Bassist Steve Harris im britischen Metal Hammer die Band lobend erwähnt hatte, sollten Lord of the Lost im Sommer 2020 als Support-Act für einige Shows der „Legacy Of The Beast-Tour“ auftreten. Coronabedingt musste die Tour wiederholt verschoben werden. 2022 konnte sie realisiert werden und resultierte in 18 Support-Shows in 16 Ländern. An der „The Future Past Tour - 2023“ von Iron Maiden haben Lord of the Lost bei neun Konzerten ebenfalls wieder als Vorgruppe teilgenommen.
Mit dem Lied Blood & Glitter nahmen Lord of the Lost am deutschen Vorentscheid Unser Lied für Liverpool für den Eurovision Song Contest 2023 teil. Sie entschieden den Wettbewerb mit knapp 40 % der Publikumsstimmen für sich und vertraten Deutschland am 13. Mai 2023 in Liverpool. Dabei belegten sie mit 18 Punkten den letzten Platz.

## Stil
Lord of the Lost spielen Musik in einer Mischung aus „Härte und Melodie“ zwischen Rock und Metal, derweil die „Zielgruppe der Band primär im M’era-Luna-Umfeld“ zu suchen sei. In Besprechungen wird die Musik der Band mit den Dark-Rock-Veröffentlichungen von HIM und Type O Negative verglichen. Als besonderes Merkmal gilt dabei der Gesang von Harms, „der vom schmachtenden Grufti-Bariton bis zu keifenden, aggressiven Screams und Shouts“ reiche. Als musikalische Einflüsse nannte Harms im Szenemagazin Orkus Gruppen wie Rammstein, Marilyn Manson, Nine Inch Nails sowie die frühen Roxette.

## Rezeption

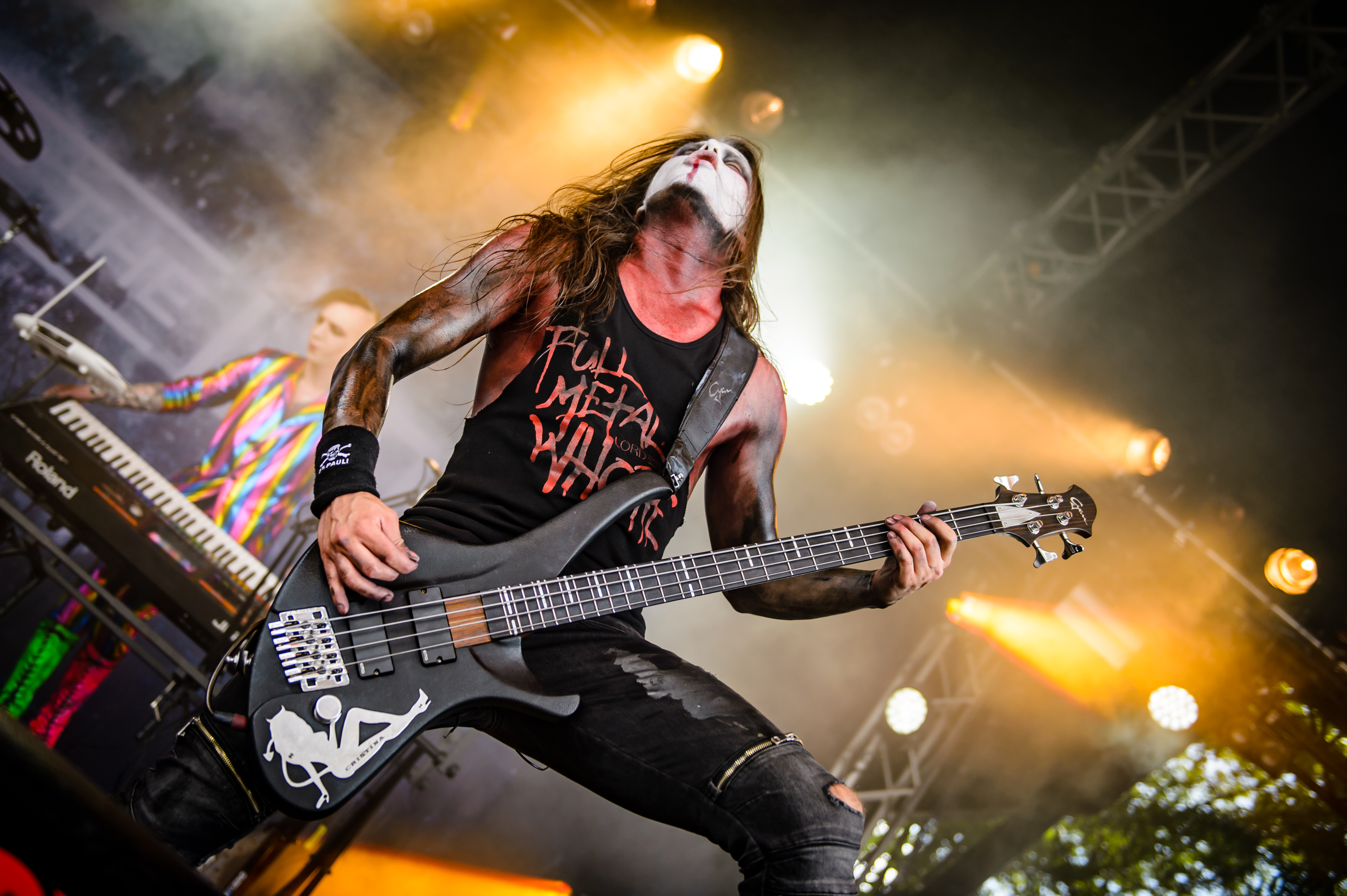
Lord of the Lost auf dem Amphi Festival 2017

Obwohl nicht immer als besonders innovativ wahrgenommen, erfuhr das Debütalbum Fears seitens der Musikpresse überwiegend wohlwollende Kritiken. Der Sonic Seducer lobte neben dem „angenehm tiefen und verheißungvollen Gesang“, auch die „düsteren, melodramatischen Momente“ und bezeichnete das Album als „finstere Melange der Musikstile, die das Werk frisch und abwechslungsreich anmuten lassen“. In Zillo wurde das Debüt „nicht wirklich originell oder gar bahnbrechend“ genannt, jedoch wurden die „harten, kompromissloseren Nummern“ gelobt. Orkus hingegen meinte, auf ein so „abwechslungsreiches, interessantes und dazu gutes Album“ habe man lange warten müssen. Metal.de bezeichnete das Album als „absolut in Ordnung“, legte jedoch nahe, die Scheibe zuerst anzutesten, da sie „dem einen vielleicht zu hart, dem anderen vielleicht zu soft“ sein könnte.
Das zweite Album Antagony erinnerte den Zillo-Redakteur gesanglich an eine „Wrestlingbegegnung von Ville Valo und Marilyn Manson“, zudem sei das Werk nicht so originell, wie man zunächst hätte erwarten können. Eine Steigerung vom Debüt sei jedoch erkennbar und die wandelbare Stimme Harms’ berge Potential für die Zukunft.
Die Tomorrow wurde von Kritikern insgesamt positiv aufgenommen. Metal.de sah eine Weiterentwicklung zum Vorgänger, die zwar „poppiger“ und „airplaytauglicher“, aber auch ausgereifter sei, und durchdachtere Texte aufweise. Erstmals wirkten an dem Album auch Gastmusiker mit, so z. B. Alexander Wesselsky von Eisbrecher und vorher Megaherz, Ulrike Goldmann von Blutengel, Erk Aircrag von Hocico und Martin Engler von Mono Inc. Das Album erreichte Platz 33 der deutschen Albumcharts.

## Diskografie
Studioalben

| Jahr | Titel Musiklabel                               | Höchstplatzierung, Gesamtwochen, AuszeichnungChartplatzierungen (Jahr, Titel, Musiklabel, Platzierungen, Wochen, Auszeichnungen, Anmerkungen) | Höchstplatzierung, Gesamtwochen, AuszeichnungChartplatzierungen (Jahr, Titel, Musiklabel, Platzierungen, Wochen, Auszeichnungen, Anmerkungen) | Höchstplatzierung, Gesamtwochen, AuszeichnungChartplatzierungen (Jahr, Titel, Musiklabel, Platzierungen, Wochen, Auszeichnungen, Anmerkungen) | Anmerkungen                                        |
| Jahr | Titel Musiklabel                               | DE | AT | CH | Anmerkungen                                        |
| ---- | ---------------------------------------------- | --- | --- | --- | -------------------------------------------------- |
| 2010 | Fears Out of Line (UMG)                        | DE54 a (1 Wo.)DE | — | — | Erstveröffentlichung: 19. Februar 2010             |
| 2011 | Antagony Out of Line (UMG)                     | — | — | — | Erstveröffentlichung: 1. April 2011                |
| 2012 | Die Tomorrow Out of Line (RTD)                 | DE33 (1 Wo.)DE | — | — | Erstveröffentlichung: 31. August 2012              |
| 2014 | From the Flame Into the Fire Out of Line (RTD) | DE18 (1 Wo.)DE | — | — | Erstveröffentlichung: 23. Mai 2014                 |
| 2016 | Empyrean Out of Line (RTD)                     | DE9 (1 Wo.)DE | — | — | Erstveröffentlichung: 29. Juli 2016                |
| 2017 | Swan Songs II Napalm Records (UMG)             | DE35 (1 Wo.)DE | — | — | Erstveröffentlichung: 6. Oktober 2017              |
| 2018 | Thornstar Napalm Records (UMG)                 | DE6 (2 Wo.)DE | — | CH57 (1 Wo.)CH | Erstveröffentlichung: 3. August 2018               |
| 2020 | Swan Songs III Napalm Records (UMG)            | DE25 (1 Wo.)DE | — | CH75 (1 Wo.)CH | Erstveröffentlichung: 7. August 2020               |
| 2021 | Judas Napalm Records (UMG)                     | DE2 (3 Wo.)DE | AT40 (1 Wo.)AT | CH50 (1 Wo.)CH | Erstveröffentlichung: 2. Juli 2021                 |
| 2022 | Blood & Glitter Napalm Records (UMG)           | DE1 (8 Wo.)DE | — | CH58 (1 Wo.)CH | Erstveröffentlichung: 30. Dezember 2022            |
| 2023 | Weapons of Mass Seduction Napalm Records (UMG) | DE2 (1 Wo.)DE | AT22 (1 Wo.)AT | CH98 (1 Wo.)CH | Erstveröffentlichung: 29. Dezember 2023 Coveralbum |